# Ryan Ross
Ryan Ross, all'anagrafe George Ryan Ross III (Las Vegas, 30 agosto 1986), è un cantante, chitarrista e compositore statunitense.
All'età di 12 anni riceve la sua prima chitarra come regalo di Natale. Si unisce a Spencer Smith, amico d'infanzia, che suona la batteria, e i due iniziano a fare cover dei Blink-182. Arrivati al liceo, al gruppo si uniscono Brent Wilson e Brendon Urie. Inizialmente Ryan era il vocalist della band e Brendon il chitarrista, ma accorgendosi delle potenzialità vocali di quest'ultimo, i ruoli si scambiano. Nonostante ciò, Ryan rimane comunque il compositore della band. Il gruppo manda un demo a Pure Volume, viene ascoltato da Pete Wentz dei Fall Out Boy che ne rimane impressionato tanto da andare fino a Las Vegas per sentire le prove del gruppo in un garage. Per i quattro giovani ragazzi, chi ancora al liceo e Ryan solo al primo semestre all'Università del Nevada, inizia una grande avventura, quando firmano un contratto con una casa discografica e prendono il nome di Panic! at the Disco.
Nel luglio del 2006 però, dopo il lancio dell'album A Fever You Can't Sweat Out, succede una cosa che farà cancellare tre date del tour della band: il padre di Ryan, un ex soldato che aveva combattuto in Vietnam e che non approvava la scelta di vita del figlio, muore in seguito a gravi problemi d'alcolismo; il ragazzo cade in depressione. Quella stessa estate il gruppo vince agli MTV Video Music Awards il premio per il miglior video dell'anno. 
Brent Wilson viene allontanato dal gruppo e il suo posto viene preso da Jon Walker. Così inizia un lungo tour, che tocca anche città europee. Nel 2008 esce il nuovo album, Pretty. Odd., che ha influenze di gruppi del passato come i Beatles.
Nel 2009, dopo anni di collaborazione con Brendon Urie, Ryan Ross decide di abbandonare i Panic! at the Disco Cape Town insieme a Jon Walker, a causa di divergenze artistiche, per creare un nuovo gruppo, The Young Veins, che esordisce con il singolo Change.